# Anderson (Missouri)
Anderson és una població dels Estats Units a l'estat de Missouri. Segons el cens del 2000 tenia 1.856 habitants.

## Demografia
Segons el cens del 2000, Anderson tenia 1.856 habitants, 712 habitatges, i 462 famílies. La densitat de població era de 373,2 habitants per km².
Dels 712 habitatges en un 34,3% hi vivien nens de menys de 18 anys, en un 46,3% hi vivien parelles casades, en un 14,6% dones solteres, i en un 35,1% no eren unitats familiars. En el 30,5% dels habitatges hi vivien persones soles el 14,2% de les quals corresponia a persones de 65 anys o més que vivien soles. El nombre mitjà de persones vivint en cada habitatge era de 2,47 i el nombre mitjà de persones que vivien en cada família era de 3,05.
Per edats la població es repartia de la següent manera: un 27,2% tenia menys de 18 anys, un 9,8% entre 18 i 24, un 26,5% entre 25 i 44, un 19,7% de 45 a 60 i un 16,9% 65 anys o més.
L'edat mediana era de 35 anys. Per cada 100 dones de 18 o més anys hi havia 81,2 homes.
La renda mediana per habitatge era de 23.966 $ i la renda mediana per família de 31.406 $. Els homes tenien una renda mediana de 24.018 $ mentre que les dones 17.679 $. La renda per capita de la població era de 12.967 $. Entorn del 21,5% de les famílies i el 25,1% de la població estaven per davall del llindar de pobresa.

## Poblacions més properes
El següent diagrama mostra les poblacions més properes.